# حاج عمران (مدينة)
حاج عمران (بالكردية حاجی ئۆمەران ،Hacî Omeran) مدينة عراقية تابعة لمحافظة أربيل بإقليم كردستان العراق تقع عند الحدود مع إيران وتبعد بلدة حاج عمران عن مدينة أربيل مركز المحافظة حوالي 180 كم وتبعد كذلك مسافة 20 كم عن مدينة جومان .أصبحت بلدة حاج عمران مركز ناحية في سنة 1976 م وتبلغ عدد القرى التابعة لهذه البلدة حوالي 19 قرية.
و تمتاز بكثرة تساقط الثلوج لتصل إلى متر في بعض الأحيان .واعظم درجة حرارة في الصيف تصل 28 درجة . وتغطي الثلوج قمم الجبال المحيطة بها طيلة أيام السنة . ومن جبالها جبل (كردمند) و(كردخوك)
وفي الحرب العراقية الإيرانية(1980-1988) وقعت تحت سيطرة الإيرانين ولكن  الجيش العراقي أرجعها بعد معارك طاحنة، 
توجد فيها عين ماء تسمى عين الكلى {عين شيخ بلكيان }ويتميز هذا الماء بخواصه العلاجية في معالجة التهابات الكلى

## المناخ
يتميز مناخ مدينة حاجي عمران بمناخ جبلّي معتدل، حيث تنخفض درجات الحرارة بشكل كبير في فصل الشتاء وتظل معتدلة في الصيف. كما تشهد المدينة تساقطًا للأمطار في فصول السنة المختلفة، خاصة في الشتاء والربيع. تسجل المدينة في فصل الشتاء درجات حرارة منخفضة قد تصل إلى ما دون الصفر في الليل، مع تساقط الأمطار والثلوج، في حين أن الصيف يشهد درجات حرارة معتدلة مع انخفاض في نسبة الأمطار. كما يتميز فصل الربيع والخريف بدرجات حرارة معتدلة وأمطار متوسطة.